# Stazione di Ebikon
La stazione di Ebikon è una stazione ferroviaria della linea Lucerna-Zugo a servizio dell'omonimo comune.
È gestita dalle Ferrovie Federali Svizzere (FFS).

## Storia
La stazione fu aperta nel 1864 assieme alle ferrovie Zugo-Lucerna e Zurigo-Zugo.

## Strutture ed impianti

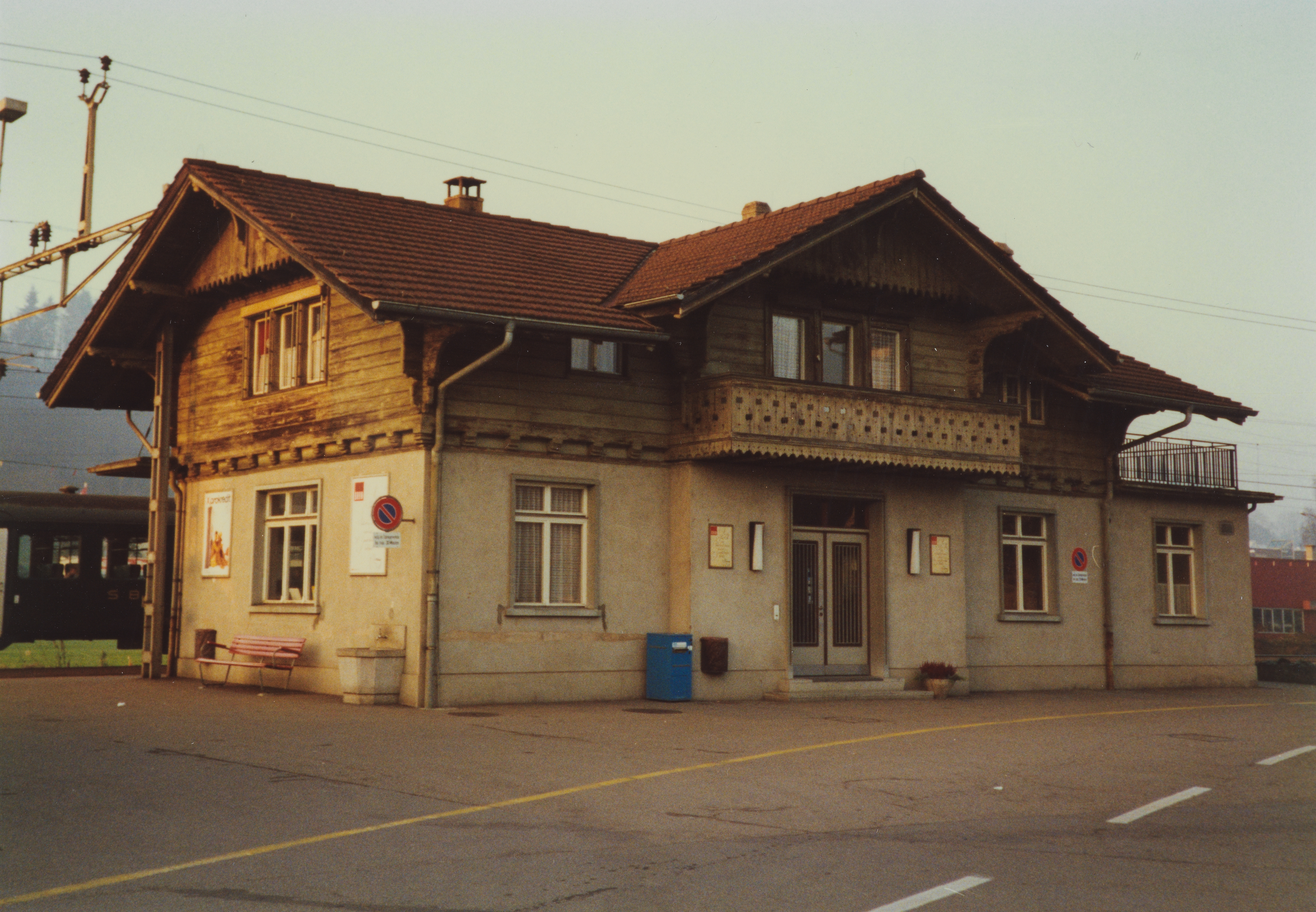
Il vecchio fabbricato viaggiatori nel 1989

L'attuale fabbricato viaggiatori è una costruzione moderna a pianta rettangolare, a due livelli e in muratura con mattoni a vista. Ha sostituito lo storico edificio, anch'esso a due livelli: il piano terra con esterni intonacati, mentre il primo piano presentava ricoperture esterne in legno con un balcone lato paese e un terrazzo a nord-est.
Il piazzale è composto da cinque binari. I due di corsa della linea ferroviaria corrispondono al terzo e al quarto binario in asse al fabbricato viaggiatori. Il quinto binario è di raddoppio, raccordato al quarto, mentre il secondo binario è di raddoppio per il terzo, ma è anche appartenente alla linea merci diretta all'area industriale D4 di Root. Il primo binario è di scalo, anch'esso a servizio di quest'ultima linea merci.
Sono presenti due banchine: quella a servizio del primo binario e quella a isola a servizio del terzo e del quarto binario. Un sottopassaggio collega quest'ultima banchina al fabbricato viaggiatori e all'ingresso opposto della stazione, verso Rischstrasse.

## Movimento
L'impianto è servita dalla linea S1 della rete celere di Lucerna che collega la stazione di Sursee a quelle di Lucerna e a di Rotkreuz.

## Servizi
- Biglietteria automatica
- Sala d'attesa
- Bar
- Servizi igienici

## Interscambi

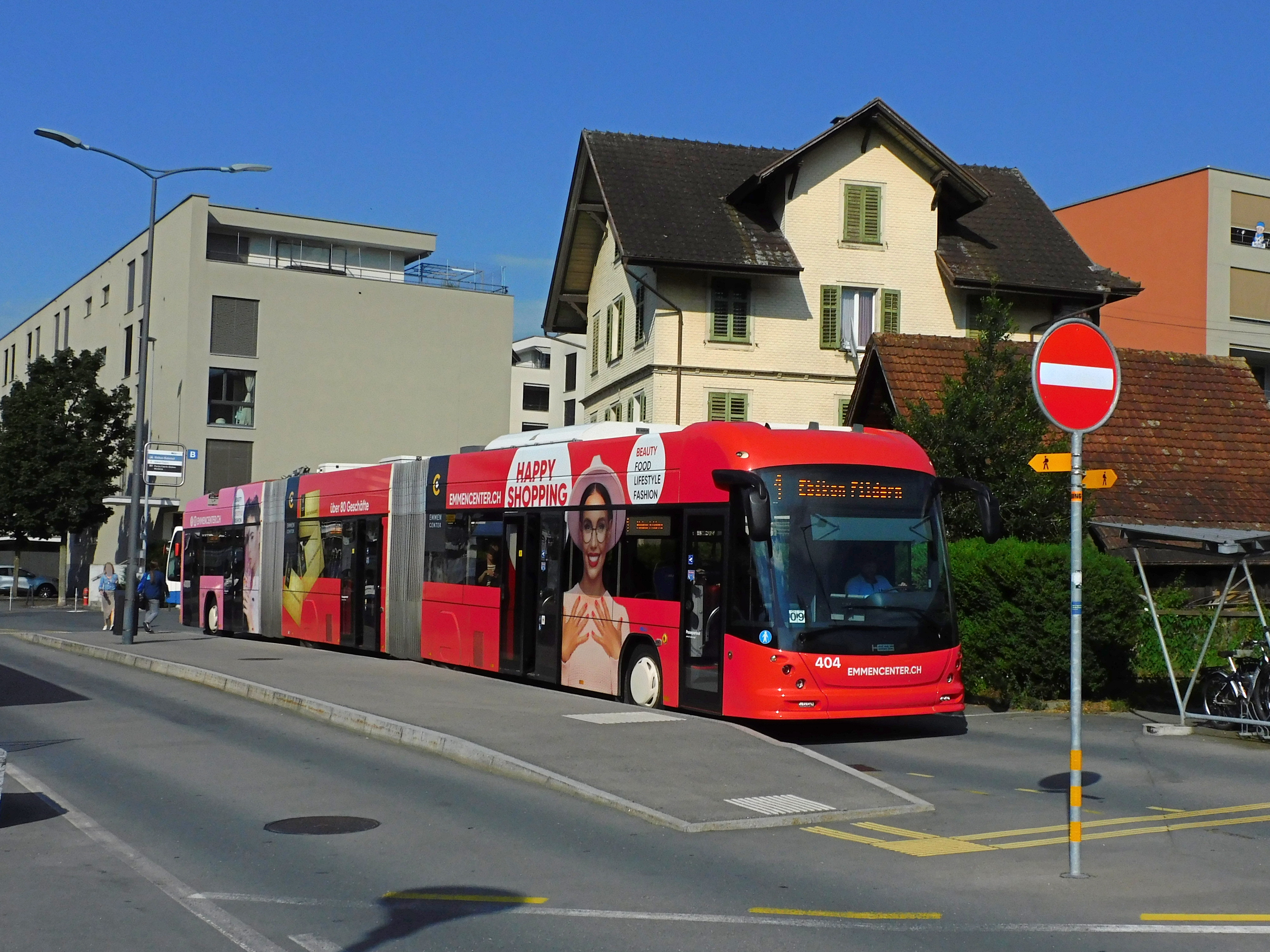
Un Lightram della VBL in sosta alla fermata di Ebikon Bahnhof

- Fermata filobus (Ebikon Bahnhof, linea 1)
- Stazione autobus